# Michaël Guigou
Michaël Guigou (Apt, 1982. január 28. –) olimpiai, világ-, és Európa-bajnok francia kézilabdázó, posztját tekintve balszélső. Jelenleg a francia USAM Nîmes Gard játékosa.

## Pályafutása
Pályafutását szülővárosában Aptban kezdte 1988-ban. 1998-ban Avignonba igazolt, de itt csak egy szezont töltött. 1999-től a Montpellier HB csapatát erősíti. A francia bajnokságot eddig 8 alkalommal (2002, 2003, 2004, 2005, 2006, 2008, 2009, 2010) sikerült megnyernie.
A francia válogatottban 2002. július 3-án mutatkozhatott be egy Japán elleni mérkőzésen. A nemzeti csapattal az összes rangos nemzetközi-tornát sikerült megnyernie legalább egyszer. A világbajnokságot négy, az Európa-bajnokságot három alkalommal, míg az olimpiát kétszer nyerte meg.

## Sikerei

### Válogatottban
- Olimpia
  - 1. hely: (2008, 2012, 2020)
- Világbajnokság: 
  - 1. hely: (2009, 2011, 2015, 2017)
  - 3. hely: (2005)
- Európa-bajnokság
  - 1. hely: (2006, 2010, 2014)
  - 3. hely: (2008)

### Klubcsapatban
- Francia bajnokság: 
  - 1. hely: (2002, 2003, 2004, 2005, 2006, 2008, 2009, 2010, 2011, 2012)
  - 2. hely: (2001, 2007)
- Francia-kupa: 
  - 1. hely: (2001, 2002, 2003, 2005, 2006, 2008, 2009, 2010, 2012, 2013, 2016)
- Francia-szuperkupa: 
  - 1. hely: (2004, 2005, 2006, 2007)
- Francia-ligakupa:
- 1. hely: (2004, 2005, 2006, 2007, 2008, 2010, 2011, 2012, 2014, 2016)
- Bajnokok Ligája
  -     - Győztes: 2018

### Egyéni
- A 2009-es és a 2011-es világbajnokságon beválasztották az All Star csapatba.